# Episodi di Community (terza stagione)

La terza stagione della serie televisiva Community è stata trasmessa sul canale statunitense NBC dal 22 settembre 2011 al 17 maggio 2012. La prima parte della stagione (episodi 1-10) è stata trasmessa nell'autunno 2011; dopo una sospensione temporanea i rimanenti episodi (11-22) sono stati poi trasmessi dal 15 marzo 2012.
In Italia è stata trasmessa su Comedy Central dal 20 marzo al 14 agosto 2012.
In chiaro è stata trasmessa su Italia 1 dal 17 ottobre al 30 ottobre 2013.
| n° | Titolo originale                       | Titolo italiano                            | Prima TV USA      | Prima TV Italia |
| -- | -------------------------------------- | ------------------------------------------ | ----------------- | --------------- |
| 1  | Biology 101                            | Biologia 1                                 | 22 settembre 2011 | 20 marzo 2012   |
| 2  | Geography of Global Conflict           | Conflitti globali                          | 29 settembre 2011 | 27 marzo 2012   |
| 3  | Competitive Ecology                    | Coppie incompatibili                       | 6 ottobre 2011    | 3 aprile 2012   |
| 4  | Remedial Chaos Theory                  | Rimedi alla teoria del caos                | 13 ottobre 2011   | 10 aprile 2012  |
| 5  | Horror Fiction in Seven Spooky Steps   | L'horror in sette inquietanti passaggi     | 27 ottobre 2011   | 17 aprile 2012  |
| 6  | Advanced Gay                           | Studi avanzati sull'omosessualità          | 3 novembre 2011   | 24 aprile 2012  |
| 7  | Studies in Modern Movement             | Nozioni di traslochi moderni               | 10 novembre 2011  | 1º maggio 2012  |
| 8  | Documentary Filmmaking: Redux          | Riprese di un documentario: Redux          | 17 novembre 2011  | 8 maggio 2012   |
| 9  | Foosball and Nocturnal Vigilantism     | Calcetto e vigilanti                       | 1º dicembre 2011  | 15 maggio 2012  |
| 10 | Regional Holiday Music                 | Una parodia di "Glee"                      | 8 dicembre 2011   | 22 maggio 2012  |
| 11 | Urban Matrimony and the Sandwich Arts  | Matrimoni urbani e arte del panino         | 15 marzo 2012     | 29 maggio 2012  |
| 12 | Contemporary Impressionists            | Impressionisti contemporanei               | 22 marzo 2012     | 5 giugno 2012   |
| 13 | Digital Exploration of Interior Design | Esplorazione digitale del design d'interni | 29 marzo 2012     | 12 giugno 2012  |
| 14 | Pillows and Blankets                   | Cuscini e coperte                          | 5 aprile 2012     | 19 giugno 2012  |
| 15 | Origins of Vampire Mythology           | Le origini della mitologia dei vampiri     | 12 aprile 2012    | 26 giugno 2012  |
| 16 | Virtual Systems Analysis               | Analisi dei sistemi virtuali               | 19 aprile 2012    | 3 luglio 2012   |
| 17 | Basic Lupine Urology                   | Basi di biologia investigativa             | 26 aprile 2012    | 10 luglio 2012  |
| 18 | Course Listing Unavailable             | Elenco corsi non disponibile               | 3 maggio 2012     | 17 luglio 2012  |
| 19 | Curriculum Unavailable                 | Curriculum non disponibile                 | 10 maggio 2012    | 24 luglio 2012  |
| 20 | Digital Estate Planning                | Pianificazione digitale delle proprietà    | 17 maggio 2012    | 31 luglio 2012  |
| 21 | The First Chang Dynasty                | Prima dinastia Chang                       | 17 maggio 2012    | 7 agosto 2012   |
| 22 | Introduction to Finality               | Introduzione alla finalità                 | 17 maggio 2012    | 14 agosto 2012  |

## Biologia 101
- Titolo originale: Biology 101
- Diretto da: Anthony Russo
- Scritto da: Neil Goldman e Garrett Donovan

### Trama
Al Greendale viene inaugurato un nuovo semestre. Il gruppo di studio decide di frequentare un nuovo corso di biologia. Ma c'è un problema, ci sono solo sei posti liberi dal corso e Pierce ne viene escluso. Ma nel corso di una lezione suona il telefonino di Jeff e così il professore di biologia Kane lo esclude dal corso, rimpiazzato da Pierce. Intanto il rettore si trova ad affrontare un nuovo rivale il vice rettore Laybourne e nel frattempo Chang trova dimora nei condotti dell'aria condizionata dopo essere rimasto disoccupato.

## Conflitti globali
- Titolo originale: Geography of Global Conflict
- Diretto da: Joe Russo
- Scritto da: Andy Bobrow

### Trama
Annie si iscrive al corso di scienze politiche e durante le lezioni conosce Annie Kim, una studentessa orientale che sembra essere il suo alter ego malvagio. Fra le due studentesse, dopo un'apparente fase di sintonia e amicizia, nasce una forte rivalità che le porterà a sfidarsi in una simulazione di dibattito ONU, a cui Annie partecipa trascinando e coinvolgendo tutto il gruppo di studio, per vincere a tutti i costi contro la sua nemica e per dimostrare di essere la migliore.

## Coppie incompatibili
- Titolo originale: Competitive Ecology
- Diretto da: Anthony Russo
- Scritto da: Maggie Bandur

### Trama
Chang vive illegalmente, ma con il consenso del rettore, in un ripostiglio dell'istituto. Ora che è un ispettore della sicurezza del college vuole diventare un detective e va dal capo della sicurezza in cerca di una promozione che però gli viene rifiutata. Intanto il gruppo di studio deve formare delle coppie per il semestre di biologia il cui primo compito è fare un terrario per il giorno dopo, ma le coppie che vengono formate inizialmente (Abed con Troy, Annie con Jeff, Britta con Shirley e Pierce con un ragazzo di nome Todd) per un motivo o per l'altro finiscono con il volersi dividere. Così decidono di fare delle classifiche di preferenza mettendo i primi in coppia con gli ultimi, creando però molte discussioni che andranno avanti tutta la notte. La mattina Todd non ce la fa più a sopportare le inutili discussioni e se ne va arrabbiato e sconsolato per quello che ha subito. Il gruppo arriva dunque in classe senza il terrario e vengono puniti, sia per il terrario che per come hanno ridotto Todd (che si scopre essere un padre di famiglia reduce dalla guerra in Iraq), facendo loro condividere la strumentazione adatta per due persone in sette per tutto il resto del semestre. Nel frattempo Chang inizia ad impazzire credendosi un detective e ordina centinaia di fiammiferi in cerca di indizi su un complotto internazionale, mentre ragiona sul complotto però dà fuoco per sbaglio al suo alloggio. L'incendio viene spento, ma il capo della sicurezza capisce che qualcuno abitava lì e il preside supporta l'idea del complotto di Chang per non dover chiamare la polizia. La guardia allora si licenzia pur di non dover lavorare con due pazzi complottisti, così il preside assegna il posto vacante a Chang.

## Rimedi alla teoria del caos
- Titolo originale: Redmedial Chaos Theory
- Diretto da: Jeff Melman
- Scritto da: Chris McKenna

### Trama
Troy e Abed vanno a vivere insieme e per festeggiare invitano il gruppo di studio a cenare (con pizza). Quando il fattorino delle pizze suona il citofono Jeff decide di tirare un dado per decidere chi debba scendere. In quel momento, come giustamente ricorda Abed, vengono create sei realtà parallele, una per ogni faccia del dado. Tutte le realtà hanno sempre qualcosa in comune, ma c'è sempre qualcosa che le contraddistingue (in particolare, vengono fuori delle dinamiche di relazione che, nella situazione di quella realtà, sono libere di esprimersi, come Troy con Britta e Jeff con Annie). In una realtà in particolare, che verrà chiamata "realtà oscura", una serie di incidenti a catena provocano un incendio nell'appartamento. La realtà da cui proseguirà il resto della serie non è però nessuna di queste sei, ma una realtà in cui Abed afferra il dado al volo prima che cada e svela che l'idea del dado era stata pensata da Jeff per non dover scendere a prendere le pizze, in quanto con un dado da sei facce lui non sarebbe mai uscito. Così tocca a Jeff scendere e il resto del gruppo balla e canta sulle note di "Roxanne", diversamente dalle altre realtà parallele in cui proprio Jeff lo aveva impedito. A fine episodio viene mostrato il futuro della realtà oscura in cui Jeff ha perso un braccio a causa dell'incendio, Troy non ha la laringe, Annie è in manicomio, Shirley è un'alcolizzata e Pierce è in ospedale dissanguato e Britta ha una ciocca di capelli blu. L'Abed di quella realtà o "cattivo Abed" invece organizza un piano per tornare nella realtà buona.

## L'horror in sette inquietanti passaggi
- Titolo originale: Horror Fiction in Seven Spooky Steps
- Diretto da: Tristram Shapeero
- Scritto da: Dan Harmon

### Trama
Britta organizza una festa di Halloween nella sala studio e spinge gli amici a raccontare surreali storie dell'orrore.

## Studi avanzati sull'omosessualità
- Titolo originale: Avanced Gay
- Diretto da: Joe Russo
- Scritto da: Matt Murray

### Trama
Pierce scopre che le sue salviettine hanno avuto enorme successo tra i gay e dopo essersi arrabbiato decide di organizzare una festa per i suoi clienti, ma suo padre si metterà in mezzo. Troy deve decidere tra due lavori.
- Guest Star: Shangela Laquifa Wadley

## Nozioni di traslochi moderni
- Titolo originale: Studies in Modern Movement
- Diretto da: Tristram Shapeero
- Scritto da: Adam Countee

### Trama
Annie deve trasferirsi da Troy e Abed e chiede aiuto al gruppo per il trasloco. Jeff, il quale si è finto malato per non partecipare al trasloco, incontra il rettore al centro commerciale che con un ricatto lo obbliga a passare un'intera giornata con lui, minacciando di dire ai suoi amici la verità.

## Riprese di un documentario: Redux
- Titolo originale: Documentary Filmmaking: Redux
- Diretto da: Joe Russo
- Scritto da: Megan Ganz

### Trama
Il preside Craig riceve 2.000 dollari dal consiglio per realizzare un nuovo spot promozionale della scuola. Il gruppo di studio viene obbligato a partecipare e Jeff dovrà impersonare Craig, ovviamente controvoglia. Molte riprese sono realizzate nel cortile del college in cui troneggia la statua dell'attore Luis Guzmán, così il rettore deve chiedere il permesso per l'utilizzo dell'immagine. Luis, ex alunno fiero delle sue origini, decide però di partecipare direttamente allo spot. L'arrivo dell'attore, previsto per due settimane dopo, fa precipitare Craig nel delirio e nella megalomania da regista costringendo tutti a girare moltissime scene in un crescendo di follia. Il tutto è ripreso da Abed che gira un documentario, convinto che sarà degno di Hollywood.
- Guest star: Luis Guzmán (se stesso)

## Calcetto e vigilanti
- Titolo originale:Foosball and Nocturnal Vigilantism
- Diretto da: Anthony Russo
- Scritto da: Chris Kula

### Trama
Jeff litiga con un gruppo di studenti europei che gioca molto rumorosamente a calcio balilla. I ragazzi smetteranno se Jeff farà almeno un gol contro di loro ma perde miseramente e si becca un sacco di insulti. Jeff si lamenta di quanto odi quel gioco violento e fatto solo per persone cattive. Shirley è d'accordo ma rivela poi essere un'ottima giocatrice che ha smesso perché è un gioco da persone malvagie. Jeff la prega di allenarlo e le dice che lui in realtà ama il calciobalilla, anche se è negato. I due diventano amiconi e Jeff rivela di aver smesso di giocare perché la migliore giocatrice dell'oratorio (in originale un centro YMCA) lo aveva umiliato e deriso dopo averlo sconfitto, al punto che si era fatto la pipì addosso. Shirley allora confessa di essere lei "Morte nera" la bulla e che aveva smesso di giocare perché quel gioco tirava fuori il suo lato oscuro. Dopo un grande litigio i due tornano affiatati e sfidano gli europei.
Intanto Annie durante le pulizie ha distrugge accidentalmente il nuovo e costosissimo DVD de Il Cavaliere Oscuro in edizione limitata di Abed. La ragazza finge un furto nell'appartamento, anche se Troy le consiglia di dire la verità. Abed in veste di Batman (potendo usare finalmente i gadgets del suo eroe) investiga e si convince che è stato il loro vicino, che si rivela però un feticista ladro di scarpe.

## Una parodia di "Glee"
- Titolo originale: Regional Holiday Music
- Diretto da: Tristram Shapeero
- Scritto da: Steve Basilone e Annie Mebane

### Trama
C'è aria natalizia al Community College e il fastidioso Glee club (che tutto il gruppo di Jeff prende sarcasticamente in giro) della scuola imperversa con canti natalizi e prove in vista delle famigerate ma oscure "regionali". Abed vorrebbe festeggiare degnamente il Natale con tutto il gruppo ma nessuno accetta anche perché, a parte Shirley, nessuno ama le festività. Dopo che il Glee club non può più esibirsi per violazione del copyright, tutti i membri sono coinvolti in un incidente d'autobus. Il professore di musica aggancia Abed e cerca di reclutare tutto il gruppo di Jeff in modo molto subdolo, portando ad uno ad uno tutti i ragazzi dalla sua parte. Ma il professore nasconde qualcosa.
- Nota. Nell'episodio ci sono vari e palesi richiami alla serie TV Glee.

## Matrimoni urbani e arte del panino
- Titolo originale: Urban Matrimony and the Sandwich Arts
- Diretto da: Kyle Newacheck
- Scritto da: Vera Santamaria

### Trama
André, il marito di Shirley le propone di sposarsi una seconda volta. Britta, la quale inizialmente si dichiara contraria al matrimonio in generale, si offre di organizzare la cerimonia per permettere a Shirley e Pierce di proporre al preside di aprire una paninoteca nella mensa. Intanto Jeff è in crisi perché non riesce a trovare ispirazione per scrivere il discorso perché odia il matrimonio a causa di suo padre.

## Impressionisti contemporanei
- Titolo originale:Contemporary Impressionist
- Diretto da: Kyle Newacheck
- Scritto da: Alex Cooley

### Trama
Abed ha ingaggiato dei sosia di attori famosi, ma non ha soldi per pagarli così il gruppo di studio decide di aiutarlo. Per saldare il conto l'agente dei sosia vuole che lavorino per lui come sosia di attori e personaggi dello spettacolo ad un bar mitzvah. Nel frattempo Jeff ha dei problemi con il suo ego.

## Esplorazione digitale del design d'interni
- Titolo originale: Digital Exploration of Interior Design
- Diretto da: Dan Eckman
- Scritto da: Chris McKenna

### Trama
Troy e Abed entrano in conflitto perché vogliono costruire un fortino di coperte e di cuscini. Jeff scopre di avere un biglietto con degli insulti da parte di una certa Kim nell'armadietto e si catapulta alla ricerca della donna per poter scusarsi. Kim si rivelerà essere un suo ex compagno di corso di cui Jeff aveva sempre ignorato l'esistenza.

## Cuscini e coperte
- Titolo originale: Pillows and Blankets
- Diretto da: Tristram Shapeero
- Scritto da: Andy Bobrow

### Trama
Troy e Abed sono in disaccordo se fare un fortino di cuscini o coperte. Presto però la cosa degenera e scoppia in una guerra che coinvolge tutti gli studenti del campus del Greendale. Mentre la battaglia imperversa e i membri del gruppo di studio scelgono da che parte stare, Jeff infiamma la battaglia perché non vuole andare a lezione. Dopo aver compreso la gravità della situazione cerca di negoziare una tregua, ma nessuno dei due torna sui suoi passi.

## Le origini della mitologia dei vampiri
- Titolo originale: Origins of Vampire Mytology
- Diretto da: Steven Tsuchida
- Scritto da: Dan Harmon

### Trama
In città è arrivato il luna park e Britta spera di incontrare un suo ex fidanzato. Jeff, incuriosito, va al luna park con Shirley alla ricerca dell'uomo.

## Analisi dei sistemi virtuali
- Titolo originale: Virtual System Analysis
- Diretto da: Tristram Shapeero
- Scritto da: Matt Murray

### Trama
Quando l'esame finale è rinviato, Annie chiede ad Abed di passare un po' di tempo e così Abed decide di farle vedere imaginatorium , dove un gioco innocente si trasforma ben presto in un esame psicologico di ogni membro del gruppo di studio .

## Basi di biologia investigativa
- Titolo originale: Basic Lupine Urology
- Diretto da: Rob Schrab
- Scritto da: Megan Ganz

### Trama
Il gruppo di studio indaga su chi ha sabotato il loro esperimento di biologia. Quando scoprono il colpevole, Annie attua un vero e proprio processo con tanto di condanna.
- Nota. L'episodio è impostato sulla falsariga della serie Law & Order - I due volti della giustizia. Nei crediti di fine episodio compare un "ringraziamento speciale" a Dick Wolf. Al Greendale si indaga su chi ha fatto cadere una provetta con degli esperimenti di biologia e Leslie Hendrix, che interpreta il medico legale Elizabeth Rodgers in Law & Order, fa un cameo nel ruolo di una biologa.

## Elenco corsi non disponibile
- Titolo originale: Course Listing Unavaible
- Diretto da: Tristram Shapeero
- Scritto da: Tim Saccardo

### Trama
Basette a Stella muore improvvisamente e Britta insiste sul fare una consulenza con le sue abilità da psicologa. Quando il gruppo scopre che il loro credito di biologia non è più valido, alla cerimonia di condono dello studente scomparso organizzano una rivolta capeggiata da Jeff. Ma la situazione va rapidamente storta. Nel frattempo Chang seda la rivolta e prende il sopravvento nel campus ed espelle il gruppo di studio.

## Curriculum non disponibile
- Titolo originale: Curriculum Unavaible
- Diretto da: Adam Davidson
- Scritto da: Adam Countee

### Trama
Quando Abed si convince che il rettore Pelton è stato sostituito da un impostore, gli viene chiesto di vedere uno psicologo, che tenta di convincere il gruppo di studio che essi siano vittima di una psicosi condivisa e che il Greendale è in realtà un istituto psichiatrico. Questo porta il gruppo a ricordare le attività più strane e gli eventi che hanno avuto luogo a Greendale attraverso una serie di flashback.

## Pianificazione digitale delle proprietà
- Titolo originale: Digital Estate Planning
- Diretto da: Adam Davidson
- Scritto da: Matt Warburton

### Trama
Pierce è chiamato alle imprese Hawthorne per discutere della sua eredità con l'ex braccio destro di suo padre, Gilbert. Il gruppo di studio va con lui per sostenerlo e supportarlo moralmente, ma c'è un intoppo: Pierce per poter riscuotere la sua eredità deve giocare contro i suoi amici a un videogioco in stile anni '80 e vincere altrimenti rischia di perdere la sua eredità.
- Nota. La maggior parte della puntata è girata come se fosse un videogioco a 8 bit con evidenti richiami al gioco Super Mario Bros..

## Prima dinastia Chang
- Titolo originale: The First Chang Dynasty
- Diretto da: Jay Chandrasekhar
- Scritto da: Matt Fusfeld e Alex Cuthbertson

### Trama
Quando Chang ottiene il controllo del campus del Greendale, il gruppo di studio costituisce un complotto per riprendere la scuola e per trovare e liberare il rettore. Troy con l'aiuto della sezione riparazione aria condizionata del college cerca il rettore. Nel frattempo la gang capeggiata da Jeff approfitta della festa di compleanno di Chang per entrare clandestinamente nel campus.
- Nota. La puntata si svolge nello stile e con richiami evidenti al film Ocean's Eleven - Fate il vostro gioco.

## Introduzione alla finalità
- Titolo originale: Introduction to Finality
- Diretto da: Tristram Shapeero
- Scritto da: Steve Basilone e Annie Mebane

### Trama
Jeff e il suo vecchio collega, l'avvocato Alan, si danno battaglia al Greendale in un tribunale improvvisato per difendere i rispettivi clienti Shirley e Pierce sulla questione di chi gestirà la paninoteca del Campus. Il vicepreside Laybourne prova ancora una volta a conquistare la fiducia di Troy per farlo rimanere nel corso di riparazione dell'aria condizionata. Intanto Abed incontra la sua controparte della linea oscura.